# Gringo, getta il fucile!
Gringo, getta il fucile! (El aventurero de Guaynas) è un film del 1966 diretto da Joaquín Luis Romero Marchent.